# Lesní cesta Hrádková
Lesní cesta Hrádková (v některých dokumentech označována také jako Hrádkova) je účelová komunikace o délce 4,7 km v Jihomoravském kraji, tvořící silniční spojnici mezi Adamovem v okrese Blansko a brněnskou městskou částí Útěchov. Vede také okraji katastrálních území obcí Bílovice nad Svitavou a Vranov. Provozovatelem komunikace je Školní lesní podnik Masarykův les Křtiny. Cesta prudce stoupá z Adamova ze sídliště Ptačina v údolí řeky Svitavy kolem zříceniny hradu Ronov do vrcholové části výrazného hřbetu Soběšické vrchoviny. Je jednou ze tří veřejně přístupných komunikací vedených do Adamova.
Lesní cesta Hrádková pokračuje i mezi adamovskou čtvrtí Ptačina a železniční zastávkou Adamov zastávka, na tomto úseku je však vyloučen provoz osobních vozidel a je umožněn vstup pouze pěším a cyklistům.

## Historie
Význam lesní cesty narostl v 50. letech 20. století s výstavbou adamovského sídliště Ptačina (tehdy Gottwaldova čtvrť). Nicméně až v roce 1977 začala práce na úpravě a zpevnění komunikace, pro osobní vozidla byla cesta zpřístupněna na podzim 1980.[zdroj?] Na sídlišti Ptačina na ni navazuje ulice Ronovská.
V roce 2019 byl zrekonstruován úsek dlouhý 1,6 kilometru. Rekonstrukce byla financována stejným dílem provozovatelem, Jihomoravským krajem a městem Adamov. V roce 2023 se dočkal rekonstrukce i zbývající úsek, tuto stavbu financovala Správa železnic v rámci modernizace železničního koridoru Brno–Blansko, jakožto obnovu cest využívaných těžkou technikou při stavbě.